# Mikulino (obwód smoleński)
Mikulino (ros. Микулино) – wieś (ros. деревня, trb. dieriewnia) w zachodniej Rosji, w osiedlu wiejskim Pieriewołoczskoje rejonu rudniańskiego w obwodzie smoleńskim.

## Geografia
Miejscowość położona jest nad Rutawieczem, między dwoma jeziorami Witrino i Bolszoje Rutawiecz, 6 km od granicy z Białorusią, przy drodze regionalnej 66N-1615 (66K-28 – Pieriewołoczje – Mikulino), 4 km od drogi regionalnej 66K-28 (Diemidow – Rudnia), 9 km od drogi federalnej R120 (Orzeł – Briańsk – Smoleńsk – granica z Białorusią), 3 km od centrum administracyjnego osiedla wiejskiego (Pieriewołoczje), 9,5 km od centrum administracyjnego rejonu (Rudnia), 66,5 km od Smoleńska.
W granicach miejscowości znajduje się jezioro Głybaj i ulice: Borkowskaja, Centralnaja, Czuriłowskaja, Łogowaja.

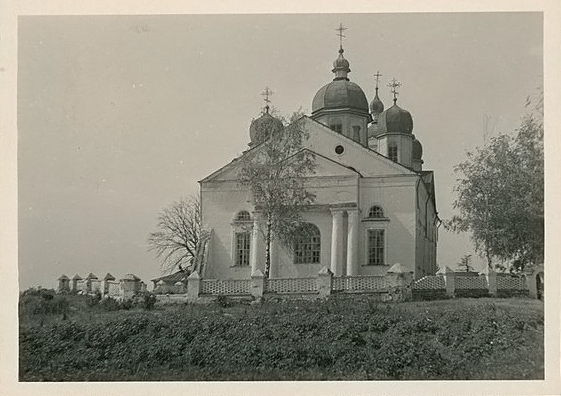
Mikulin – dawny katolicki kościół bernardynów po przeróbce na cerkiew (1941–42)

## Demografia
W 2010 r. miejscowość zamieszkiwało 97 osób.

## Historia
Do XV wieku na terenie wsi istniał ufortyfikowany gród o nazwie Mikulin. Od średniowiecza w składzie Wielkiego Księstwa Litewskiego, a następnie Rzeczypospolitej Obojga Narodów w obrębie powiatu orszańskiego. Dawna własność Ogińskich. W 1720 r. kasztelan witebski Marcjan Michał Ogiński ufundował w Mikulinie kościół św. Antoniego i klasztor zakonu bernardynów. Po pierwszym rozbiorze Rzeczypospolitej w 1772 roku w składzie Imperium Rosyjskiego, w powiecie orszańskim, obwodu mohylewskiego. W 1780 roku własność Mateusza Ogińskiego. Po stłumieniu Powstania styczniowego, w 1866 r. władze rosyjskie zabrały wiernym kościół katolicki św. Antoniego i przekazały na rzecz cerkwi prawosławnej.
W czasie II wojny światowej od lipca 1941 roku wieś była okupowana przez hitlerowców. Wyzwolenie nastąpiło w październiku 1943 roku.

## Kościół i klasztor bernardynów
W 1704 roku kapituła prowincji bernardynów w Wielkim Księstwie Litewskim zaakceptowała finansową fundację kasztelana witebskiego Marcjana Michała Ogińskiego i jego żony, którą była Teresa Brzostowska. Małżonkowie oświadczyli, że zbudują drewniany klasztor i drewniany kościół pod wezwaniem Św. Antoniego, który miał też pełnić funkcję kościoła parafialnego. Utrzymanie klasztoru miało być od 1710 roku sfinansowane z procentu od 150 tysięcy złotych polskich zapisanego na dobrach majątkowych Mikulin. Drewniany kościół spłonął w 1804 lub 1805 roku. Po pożarze msze katolickie przeniesiono do refektarza zbudowanego niewiele wcześniej murowanego klasztoru bernardynów. Murowany kościół ukończono budować w roku 1829 i miał on kształt prostokąta, nie miał wieży, posiadał trzy nawy, a na fasadzie od strony wschodniej miał czterokolumnowy portyk toskański. Pomiar kościoła i plan wykonano w 1833 roku. Władze rosyjskie odebrały kościół miejscowym katolikom i w 1839 roku przekazały budynek na cerkiew pod wezwaniem Trójcy Świętej. W 2 połowie XIX wieku kościół przebudowano, zmieniając jego orientację, dodano od strony zachodniej wieżę-dzwonnicę i przedsionek, na dachu umieszczono kopuły. Klasztor przekazany prawosławnym został rozebrany.

## Osobliwości
- Osada na północnym brzegu jeziora Głybaj (Hołobaj) (III–VII wiek n.e.)[11][6]
- Grodzisko średniowiecznej osady Mikulin[11]
- Grodzisko na południowych obrzeżach wsi (zamieszkane między końcem I tysiąclecia n.e. a XIII wiekiem, potem prawdopodobnie ludność przeniosła się do Mikulina)[11]
- Grupa 4 kurhanów 4 km na wschód od wsi[11]
- Mogiły 6 minerów (bohaterowie Związku Radzieckiego), którzy 8 maja 1943 roku dokonali sabotażu w pobliżu stacji Lelekwinskaja, a 4 dni później zginęli otoczeni przez oddział SS

## Urodzeni w dieriewni
- Konstantin Michajłowicz Kosmaczow (1911–1992) – białoruski i radziecki artysta malarz[12][13]

## Pochowani we wsi
- 6 bohaterów ZSRR (grupa Kołosowa) poległych 12 maja 1943 roku[14] w pobliżu wsi Kniażyno (już nieistniejąca miejscowość przy granicy z Białorusią, 3 km na południe od Dubrowki)[15]: Iwan Kuriłłowicz Bazylew (ur. 1922)[16], Filipp Iwanowicz Biezrukow (ur. 1922)[17], Władimir Pietrowicz Goriaczow (ur. 1923)[18], Wiaczeslaw Borisowicz Jefimow (ur. 1923)[19], Nikołaj Wasiljewicz Kołosow (ur. 1919)[20], Michaił Wasiljewicz Miagkij (ur. 1922)[21]